# Joanna Pilecka
Joanna Maria Pilecka (ur. 25 października 1976 w Bydgoszczy) – polska dyplomatka, ambasador RP w Portugalii (2021–2024). 

## Życiorys
Absolwentka Wydziału Administracji Akademii Morskiej w Gdyni oraz filologii angielskiej na Uniwersytecie Kazimierza Wielkiego w Bydgoszczy.  
Pracowała w firmie Prokom, gdzie była zastępczynią dyrektora departamentu promocji. Związana była także z biurem organizacyjnym Festiwalu Polskich Filmów Fabularnych w Gdyni. Od 2007 związana z Ministerstwem Spraw Zagranicznych. Pracowała na stanowisku ds. politycznych w Ambasadzie RP w Sofii (2007–2012). W 2017 objęła stanowisko ds. dyplomacji publicznej i kulturalnej w Konsulacie Generalnym RP w Stambule. W lipcu 2018 awansowana na konsul generalną. W 2020 przeszła do Wydziału Ruchu Osobowego Departamentu Konsularnego MSZ. 9 września 2020 objęła kierownictwo Akademii Dyplomatycznej MSZ. W 2021 została mianowana ambasador RP w Portugalii. Placówkę objęła 6 sierpnia 2021, zaś listy uwierzytelniające na ręce prezydenta Marcelo Rebelo de Sousa złożyła 29 września 2021. Urzędowanie zakończyła w lipcu 2024.  
Pilecka biegle włada angielskim oraz bułgarskim, posługuje się także hiszpańskim, niemieckim oraz tureckim.  

## Odznaczenia
- Odznaka honorowa „Zasłużony dla kultury polskiej” Ministra Kultury i Dziedzictwa Narodowego Piotra Glińskiego w uznaniu zasług w obszarze ochrony polskiego dziedzictwa kulturowego i jego popularyzacji za granicą w okresie pełnienia funkcji w Stambule (14 września 2020)[10]
- Krzyż Wielki Orderu Zasługi (Portugalia, 2024)[11]